# Watashi ga Koibito ni Nareru Wake Naijan, Muri Muri! Muri Janakatta!?
Watashi ga Koibito ni Nareru Wake Naijan, Muri Muri! Muri Janakatta!? (わたしが恋人になれるわけないじゃん、ムリムリ！（※ムリじゃなかった!?） Watashi ga Koibito ni Nareru Wakenaijan, Muri Muri! (*Muri Janakatta!?)?), también conocida como Ni creas que seré tu amante! A menos que… en Hispanoamérica, y de forma abreviada como Watanare (わたなれ?), es una serie de novelas ligeras yuri japonesas escritas por Teren Mikami e ilustradas por Eku Takeshima. Shūeisha ha publicado seis volúmenes desde febrero de 2020 bajo su sello Dash X Bunko. Una adaptación al manga con arte de Musshu se lanzó en la sección Dash X Comic de Shueisha del sitio web de Niconico Seiga en mayo de 2020. Tanto la novela ligera como el manga tienen licencia en Norteamérica de Seven Seas Entertainment. Una adaptación de la serie a anime producida por studio MOTHER se estrenó en julio de 2025.

## Sinopsis
Renako Amaori, que pasó sus años de secundaria como una estudiante que no asiste a clase y no tiene amigos, está decidida a aprovechar al máximo su tiempo en la escuela secundaria. Para lograrlo, se acerca a la chica más popular de la escuela, Mai Oduka, tan pronto como comienza el año escolar y logra unirse a su grupo de amigos. Sin embargo, pretender ser una de las chicas populares cuando siempre ha sido una solitaria es mentalmente agotador, y cuando Renako camina sola hacia la azotea de la escuela un día para relajarse, Mai la descubre y cree que se está preparando para terminar con su vida. La falta de comunicación en realidad termina con ambas abriéndose la una a la otra, y Renako regresa a casa extasiada de que finalmente ha conocido a alguien a quien llamar su mejor amiga. Al menos hasta que Mai le confiesa su amor al día siguiente y la invita a salir. Renako está desconcertada por la repentina confesión, pero Mai sugiere que jueguen un juego para ver qué relación es más adecuada para ellas: "mejor amiga" o "amante".

## Personajes
Renako Amaori (甘織 れな子 Amaori Renako?)
 Seiyū: Ayaka Ōhashi (PV), Kanna Nakamura (anime)
Mai Oozuka (王塚 真唯 Oozuka Mai?)
 Seiyū: Azusa Tadokoro (PV), Saori Ōnishi (anime)
Ajisai Sena (瀬名 紫陽花 Sena Ajisai?)
 Seiyū: Manaka Iwami (PV), Yukari Anzai (anime)
Satsuki Koto (琴 紗月 Koto Satsuki?)
 Seiyū: Kana Ichinose
Kaho Koyanagi (小柳 香穂 Koyanagi Kaho?)
 Seiyū: Takako Tanaka

## Contenido de la obra

### Novelas ligeras
La novela ligera esta escrita por Teren Mikami e ilustrada por Eku Takeshima, Watashi ga Koibito ni Nareru Wake Naijan, Muri Muri! Muri Janakatta!? comenzó a publicarse bajo el sello Dash X Bunko de Shūeisha. La serie se ha recopilado en seis volúmenes a partir del 24 de noviembre de 2023.
La novela ligera ha sido autorizada para su lanzamiento en inglés en Norteamérica por Seven Seas Entertainment.
| Volúmenes de novelas ligeras publicadas | Volúmenes de novelas ligeras publicadas | Volúmenes de novelas ligeras publicadas |
| Número                                  | Fecha de lanzamiento                    | ISBN                                    |
| --------------------------------------- | --------------------------------------- | --------------------------------------- |
| 1                                       | 21 de febrero de 2020                   | ISBN 978-4-08-631356-8                  |
| 2                                       | 25 de agosto de 2020                    | ISBN 978-4-08-631379-7                  |
| 3                                       | 23 de abril de 2021                     | ISBN 978-4-08-631412-1                  |
| 4                                       | 25 de octubre de 2021                   | ISBN 978-4-08-631439-8                  |
| 5                                       | 24 de febrero de 2023                   | ISBN 978-4-08-631480-0                  |
| 6                                       | 24 de noviembre de 2023                 | ISBN 978-4-08-631528-9                  |
| 7                                       | 25 de diciembre de 2024                 | ISBN 978-4-08-631568-5                  |

### Manga
Una adaptación al manga ilustrada por Musshu comenzó a serializarse en la sección Dash X Comic de Shūeisha del sitio web de Niconico Seiga el 15 de mayo de 2020. La serie se ha recopilado en siete volúmenes tankōbon hasta el 19 de septiembre de 2024.
| Volúmenes de manga publicados | Volúmenes de manga publicados | Volúmenes de manga publicados |
| Número                        | Fecha de lanzamiento          | ISBN                          |
| ----------------------------- | ----------------------------- | ----------------------------- |
| 1                             | 16 de octubre de 2020         | ISBN 978-4-08-891719-1        |
| 2                             | 19 de abril de 2021           | ISBN 978-4-08-891891-4        |
| 3                             | 19 de octubre de 2021         | ISBN 978-4-08-892126-6        |

### Anime
El 19 de noviembre de 2024 se anunció una adaptación televisiva en forma de serie de anime. La serie será producida por studio MOTHER y dirigida por Natsumi Uchinuma, con Naruhisa Arakawa a cargo de la composición y los guiones de la serie, Kojikoji diseñando los personajes y Yoshiaki Fujisawa componiendo la música. La serie se estrenó el 7 de julio de 2025 en Tokyo MX y otras cadenas. El tema de apertura es "Muri Muri Evolution", interpretado por Akari Nanawo, mientras que el tema de cierre es "Mayocchauwa", interpretado por The Dance for Philosophy. REMOW obtuvo la licencia de la serie y lo transmitió a nivel internacional a través en el canal de YouTube It's Anime, en América Latina a través de Anime Onegai y en Italia a través de ANIME GENERATION.

## Recepción

### Novela ligera
Sean Gaffney de Manga Bookshelf, le dio a la primera novela ligera una reseña mixta, afirmando que, si bien entendía su atractivo, le decepcionó que Mai ignorara la falta de consentimiento de Renako a sus insinuaciones y el tono de "adolescente muy, muy asustada" de la narración de Renako. Además, a Gaffney no le interesó la premisa de harem de la serie, y dijo que preferiría que la serie se centrara en el desarrollo de la relación entre Renako y Mai. Concluyó su reseña diciendo: "No está mal. Simplemente tiene muchas cosas que personalmente no me gustan".

### Manga
La adaptación del manga fue nominada al premio Next Manga Award de 2021 y 2022 en la categoría de manga web.
En una reseña de los primeros seis volúmenes de la adaptación del manga para Anime News Network, Rebecca Silverman le dio una opinión positiva, elogiando el arte, el humor, los arcos argumentales y la complejidad de la dinámica romántica del harén. Sin embargo, expresó su incomodidad con la falta de consideración de Mai por el consentimiento de Renako en varias escenas, a pesar de reconocer que "claramente se hizo con humor". Silverman afirmó que quienes busquen una historia de harén yuri probablemente disfrutarán de la serie.

### Anime
El primer episodio de la adaptación al anime recibió respuestas dispares en los avances de temporada de verano de 2025 de ANN. Los críticos, en general, elogiaron la presentación visual y la animación, pero se mostraron divididos en cuanto a la premisa. Caitlin Moore elogió la paleta de colores de la serie, calificándola de "brillante de una manera agradable", pero la caracterización de Mai la desanimó, describiéndola como "una pervertida". A pesar de esto, Moore reconoció que los fans del material original seguramente disfrutarían de la "energética" adaptación al anime. Christopher Farris opinó lo mismo sobre Mai, diciendo que era "prácticamente presionante", pero describió a Renako como una protagonista cercana y expresó interés en más episodios. "Bolts (MrAJCosplay)" expresó opiniones similares, diciendo que estaban "algo conflictuados" con la trama romántica y que sentían que el episodio abandonó el hilo argumental de la ansiedad social de Renako en la segunda mitad. James Beckett ofreció la reseña más positiva, elogiando la escena en primera persona que muestra la ansiedad social de Renako al inicio del episodio, y calificó la historia como "una premisa adorable para una serie adorable", afirmando que, aunque corría el riesgo de retratar a Mai como una depredadora, "ella y Renako formarían una pareja de superestrellas".
El segundo episodio también recibió una respuesta mixta en ANN. Farris disfrutó de la exploración de la historia sobre las "líneas difusas" entre la amistad y las relaciones románticas, pero no le gustó la escena del beso del episodio porque Mai seguía desafiando los límites de Renako. "Bolts (MrAJCosplay)" expresó una opinión similar. James Beckett, en cambio, reconoció que el comportamiento de Mai constituiría "grandes señales de alerta" en la realidad, pero opinó que esto no era un problema "en el universo de una comedia romántica de dibujos animados".
Vrai Kaiser de Anime Feminist dio una crítica positiva al primer episodio, elogiando el "borde neón" de la presentación visual y la premisa, pero comentó que algunos espectadores podrían no disfrutar del ritmo rápido de la serie.